# L'estate che non viene
Pour plus de détails, voir Fiche technique et Distribution.
L'Été qui n'arrive pas (en italien, L'estate che non viene) est un court métrage italien réalisé par Pasquale Marino et sorti le 11 novembre 2010.

## Synopsis
Pendant un après-midi du mois de mai, Nicholas, Daniel et Lollo peuvent encore agir afin de sauver leur amitié : lutter contre un destin qui veut les diviser.

## Fiche technique
- Titre : L' Été qui n'arrive pas
- Titre original : L'estate che non viene
- Réalisation : Pasquale Marino
- Scénario et dialogues : Ilaria Macchia et Andrea Paolo Massara
- Images : Valentina Belli
- Décors : Alessia Pelonzi
- Musique : Alessandro Grazian
- Costumes : Alessia Pelonzi
- Montage : Mauro Rossi
- Pays d’origine : Italie
- Langue : italien
- Format : Couleurs
- Genre :
- Durée : 17 minutes
- Dates de sortie :
  - Italie : 2011
  - France : 2011

## Distribution
- Lorenzo Barbetta : Lollo
- Lucia Mascino : la professeure
- Daniel Persi : Daniel
- Nicholas Persi : Nicholas

## Récompenses
- Participation au Festival de Cannes 2011, Cinéfondation.
- Candidat au meilleur court métrage au David di Donatello 2012[1]
- Prix du meilleur contribut artistique - Arcipelago Film Festival 2011[2]
- Prix Siae Miglior Corto Italiano[3]
- Prix Onda Curta Award Venice Short Film Festival 2011[4]
- Mention spéciale du jury Festival du film d'Estoril 2011[5]
- Mention spéciale du jury à Visioni Italiane 2012 [6]